# Tina Anselmi
Tina Anselmi (Castelfranco Veneto, 25 de março de 1927 — Castelfranco Veneto, 1º de novembro de 2016) foi uma política e partigiana italiana.
Foi a primeira mulher a ser ministra de Estado na Itália.